# Schizothorax argentatus
Schizothorax argentatus är en fiskart som beskrevs av Kessler, 1874. Schizothorax argentatus ingår i släktet Schizothorax och familjen karpfiskar. Inga underarter finns listade i Catalogue of Life.